# Ашкали
Ашкали (также Ashkali, Aschkali, Hashkali, Aškalije, Ашкалије, Haškalije, Хашкалије) — албаноязычные цыгане Балканского полуострова, исповедуют ислам. Причисляют себя к так называемой египетской или палестинской ветви цыган. Самоназвание ашкали восходит к городу Ашкелон, Израиль, откуда, предположительно, и прибыла данная группа цыган. Поэтому соседние народы часто называют их просто египтянами (откуда пошли местные усечённые варианты: гупти, гупцы, йифти и проч.) Являются одной из самых своеобразных и вместе с тем плохо изученных субэтнических групп среди цыган-мусульман.

## Расселение
Большая часть современных ашкалей проживает на территории частично признанной республики Косово (согласно переписи 2011 года — 15 436 человек), родным языком ашкалей является в основном албанский, в меньшей степени сербский, турецкий или греческий языки. Несмотря на албанизацию, сами ашкали продолжают сохранять замкнутость своей общины, избегая прямых бытовых контактов как с албанцами, так и другими балканскими цыганами. Накануне косовской войны за независимость, ашкали в основном разделяли позицию косовских албанцев, но после получения независимости представители албанского большинства начали оказывать на цыган определённое этническое давление.
В Северной Македонии по переписи 2002 насчитывалось 3 713 «египетских цыган», в республике Сербия — 814 чел., в республике Черногория по переписи 2010 — 2 054 чел. В последних двух странах ашкали в основной своё массе — это беженцы из Косова. Особо следует оговорить ситуацию в Греции, где национальность населения при переписях населения давно не указывается. Цыганские диаспоры в сельских районах Греции очень значительны. Среди них заметны и так называемые йифти (по-гречески египтяне).

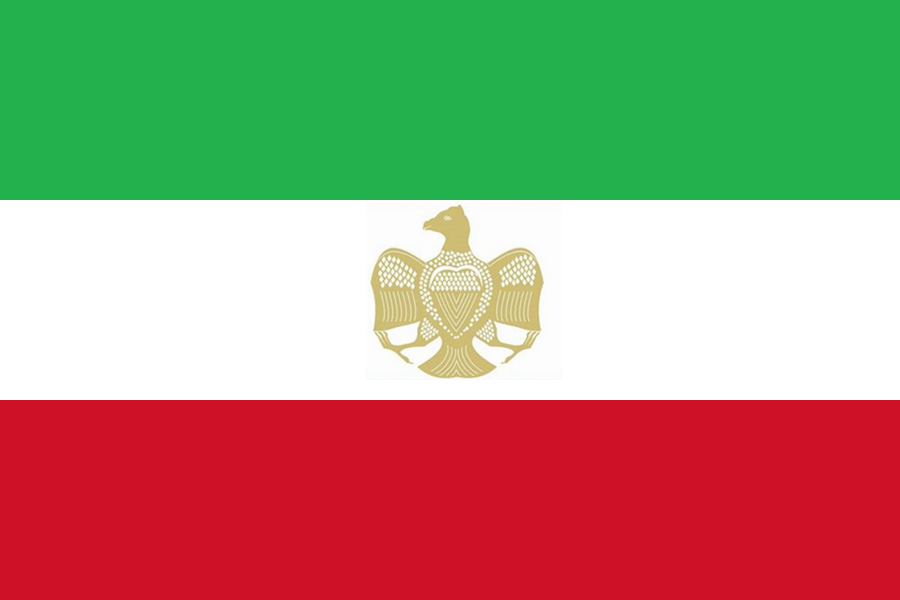
Флаг народности ашкали